# باشگاه فوتبال ویسای نین بین
باشگاه فوتبال ویسای نین بین، که به سادگی با نام ویسای بین دین یا ویسای ان‌بی شناخته می‌شود، یک باشگاه فوتبال حرفه‌ای مستقر در نین بین، ویتنام بود. این باشگاه از سال ۲۰۱۰ تا ۲۰۱۴ در وی‌لیگ ۱ بازی کرد، زمانی که به دلیل عواقب یک رسوایی تبانی در ای‌اف‌سی کاپ ۲۰۱۴ کنار رفت.